# Théodore Baribeau
Pour les articles homonymes, voir Baribeau.
Théodore Baribeau, né le 1er mars 1870 à Sainte-Genevieve-de-Batiscan, est un homme politique québécois. Il est le premier maire de Gatineau de 1933 à 1937.

## Biographie
Fils de Louis Baribeau et Ézoire Dufresne, il épouse Lucia Lacroix en 1906. Il déménage au Lac-Sainte-Marie en Outaouais en 1906 et y opère un magasin général jusqu'en 1929. Il déménage alors à Gatineau Mills, une cité ouvrière pour la compagnie papetière Canadian International Paper (CIP). Il se retire de la politique pour des raisons de santé. Il décède chez lui à Gatineau à l'âge de 67 ans,.
Son fils Eloi deviendra lui aussi maire de Gatineau en 1956.